# Kubectl
Kubectl és una interfície de línia d'ordres per executar ordres sobre desplegaments clusteritzats de Kubernetes. Aquesta interfície és la manera estàndard de comunicació amb el clúster ja que permet realitzar tot tipus d'operacions sobre el mateix. Des de desplegar serveis, pods o volums fins a aconseguir tota la informació del clúster de Kubernetes.
El seu llançament es va realitzar alhora que el llançament de Kubernetes com a eina bàsica per al maneig de les característiques d'aquesta eina.

## Exemples d'ús
Aquesta eina serveix per arrencar, controlar, inspeccionar, gestionar, desplegar i escalar aplicacions en el clúster. S'ha d'instal·lar després d'instal·lar minikube en el sistema. D'aquesta manera, després d'arrencar el nostre cluster de kubernetes podrem realitzar totes les accions anteriorment esmentades.
La sintaxi bàsica és la següent
```
kubectl [command] [TYPE] [NAME] [flags]
```

- command es refereix a l'acció que vols dur a terme sobre un o més recursos. Pot ser create, apply, get, descriu, delete...
- TYPE es refereix al tipus de recurs sobre el qual volem actuar. Per exemple: service, pod, deployment...
- NAME especifica el nom del recurs sobre el qual volem realitzar l'acció.
- flags especifica flags opcionals per a l'execució del comando. Per exemple -s per especificar l'adreça i el port de la API del server.

Ordre per aconseguir tots els pods:
```
kubectl get pods
```

Aquesta ordre llista tots els pods que hi ha en el nostre cluster mostrant les característiques més importants d'aquests.
Si volem tota la informació d'un determinat pod:
```
kubectl describe pod pod-name
```

Una forma molt habitual d'executar tasques a través de fitxers YAML que contenen la configuració del que volem dur a terme. La forma d'executar ordres amb aquest tipus de fitxers és la següent:
```
kubectl apply -f configuration.yaml
```